# Boxwell
Boxwell – osada w Anglii, w hrabstwie Gloucestershire. Leży 28 km na południe od miasta Gloucester i 149 km na zachód od Londynu. Boxwell jest wspomniana w Domesday Book (1086) jako Boxewelle.